# Rasensportclub Straßburg 1940-1941
Questa voce raccoglie le informazioni riguardanti il Rasensportclub Straßburg nelle competizioni ufficiali della stagione 1940-1941.

## Stagione
In seguito all'occupazione nazista della Francia lo Strasburgo subì una serie di mutamenti tecnici e societari, con il cambio di denominazione sociale in Rasensportclub Straßburg e l'inclusione forzata di diversi giocatori in squadre affiliate alla Wehrmacht..
Iscritto al sistema calcistico del Reich, lo Strasburgo venne incluso nel girone sud del campionato regionale; concluso il raggruppamento al primo posto, la squadra affrontò nello spareggio il Mulhouse vincitore del girone settentrionale, mancando l'accesso alla fase finale nazionale a causa di una sconfitta per 3-1 rimediata all'andata..

## Rosa
| N. |                     | Ruolo | Calciatore     |
| -- | ------------------- | ----- | -------------- |
|    | Germania (bandiera) | D     | Paul Guebhardt |
|    | Germania (bandiera) | D     | Alphonse Lohr  |
|    | Germania (bandiera) | D     | Édouard Meyer  |

| N. |                     | Ruolo | Calciatore       |
| -- | ------------------- | ----- | ---------------- |
|    | Germania (bandiera) | A     | Oscar Heisserer  |
|    | Germania (bandiera) | A     | Gérard Schaaf    |
|    | Germania (bandiera) | A     | Robert Schneider |

## Risultati

### Gauliga Elsaß

#### Spareggio
|  | Mulhouse | 3 – 1 | Strasburgo |  |

|  | Strasburgo | 2 – 1 | Mulhouse |  |